# في المختبر

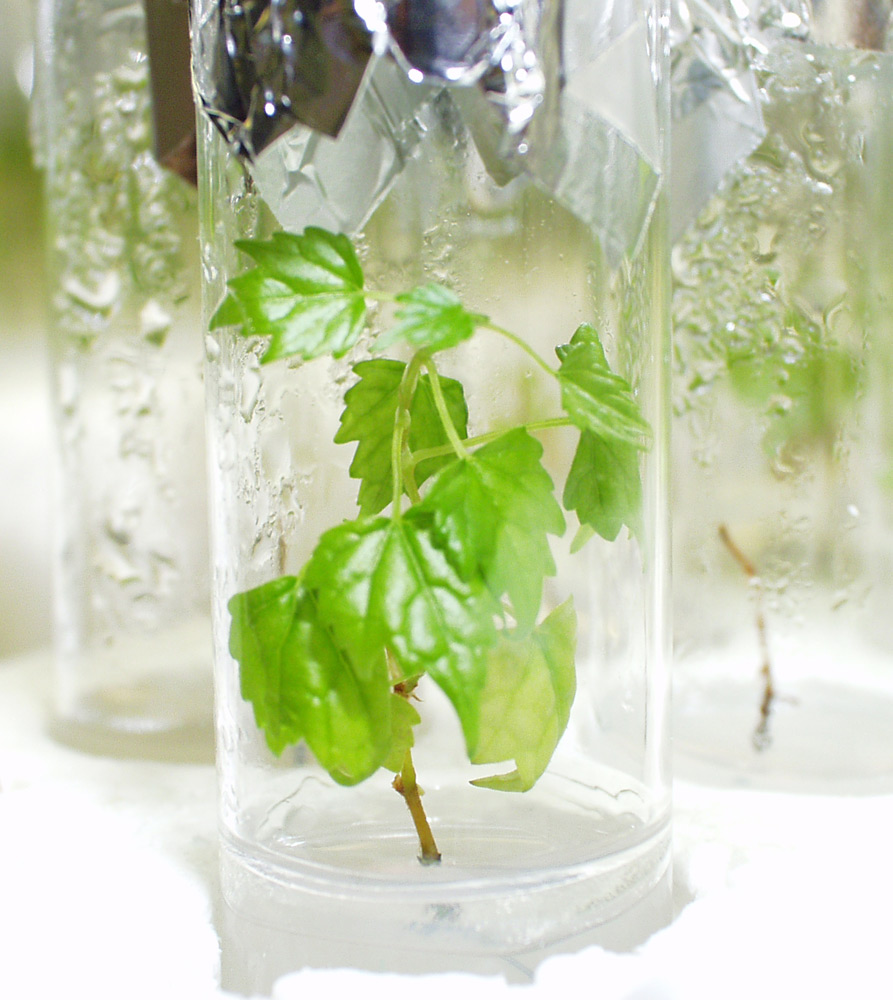

في المختبر أو في الأنبوب أو خارج الحيوية ((باللاتينية: In vitro) والتي تعني حرفياً في الزجاج) وهي إجراء العملية في المختبر أي خارج الجسم أو خارج الحيوانات المختبرية لم يتم تنفيذها في أي كائن حي ولكن في بيئة مسيطر عليها نوعا ما، كما هو الحال في انبوب اختبار أو علبة بتري. التجارب كثيرة في البيولوجيا الخلوية وتجرى خارج من الكائنات الحية أو الخلايا؛ لأن ظروف الاختبار قد لا تتوافق مع الظروف داخل الكائن الحي، وهذا قد يؤدي إلى نتائج لا تتطابق مع الحالة التي تنشأ في أي كائن حي. وبالتالي، هذه النتائج التجريبية في كثير من الأحيان مع تتناقض أو لا تتماشى مع التجارب داخل الجسم ولأسباب كثيرة جدا.

## اقرأ أيضا
- نقل الأجنة
- في الرحم
- في السيليكون
- في الحيوية
- في الموقع
- طفل أنابيب
- التجارب على الحيوان